# 32481 Inasaridze
32481 Inasaridze este o planetă minoră (asteroid) din centura de asteroizi. A fost descoperită pe 30 septembrie 2000 la Stația Anderson Mesa de Lowell Observatory Near-Earth-Object Search. 
Obiectul prezintă o orbită caracterizată de o semiaxă mare de 3,057737 UAi, o excentricitate de 0,01, o înclinație de 10,36932 ° în raport cu ecliptica.